# Storm-Z
Les unités Storm-Z (en russe : Шторм-Z) sont un type d'unités militaires disciplinaires employées par la Russie à partir d'avril 2023 pendant l'invasion de l'Ukraine.

## Histoire

### Formation et découverte
L'existence des unités Storm-Z est révélée pour la première fois le 6 avril 2023, lorsque les forces ukrainiennes saisissent des documents détaillant leur recrutement et leur formation dans les prisons russes. Ces unités relevant du ministère russe de la Défense sont calquées sur les unités similaires employées au sein du groupe Wagner l'année précédente. Les membres de ces unités sont recrutés principalement dans les prisons russes sur la promesse d'une réduction de leur peine et d'un salaire équivalent à 2200 dollars par mois (ce montant n'est jamais versé intégralement),. Les unités Storm-Z sont également partiellement composées de soldats servant déjà dans l'armée régulière russe et punis pour divers motifs, principalement l'alcoolisme.
L'Institut pour l'étude de la guerre estime que les unités Storm-Z sont rattachées aux forces russes ayant souffert d'attrition au combat. Environ équivalente à une compagnie, une unité Storm-Z est composée de cent personnes environ, réparties en quatre escouades de « capture » (10 personnes chacune), quatre escouades d'appui-feu (10 personnes chacune), un élément de commandement de compagnie de 2 personnes, un groupe de génie de combat de 5 personnes, un groupe de reconnaissance de 8 personnes, un groupe d'évacuation sanitaire de 3 personnes et une équipe de drone de 2 personnes.
Chaque compagnie ne reçoit qu'une formation de 10 à 15 jours avant d'être envoyée au front, notamment dans les combats urbains des batailles de Bakhmout et d'Avdiivka. Les premières unités Storm-Z semblent avoir été créées au sein d'unités de la 8e armée combinée de la Garde et du 1er corps d'armée, les forces militaires de la République populaire autoproclamée de Donetsk.

### Emploi au combat
Les combattants des unités Storm-Z sont considérés comme des troupes de qualité inférieure par le commandement russe, qui n'hésite pas à envoyer ces compagnies sous-entraînées et sous-équipées dans les secteurs les plus durs du front, où elles subissent des pertes très lourdes. Un membre d'unité Storm-Z interviewé anonymement par Reuters évoque un combat près de Bakhmout en juin 2023 qui n'a laissé que quinze survivants sur les 120 hommes de son unité.
Les quelques témoignages de membres d'unité Storm-Z font état d'un commandement incompétent, de manque de ravitaillement et d'un équipement défaillant. Trois soldats capturés interviewés par CNN parlent notamment de dysfonctionnements routiniers de l'artillerie, de barrages de roquettes imprécis et d'ordres aberrants émis par des officiers sous l'emprise d'analgésiques. Dans le cas de ces soldats, le ravitaillement en nourriture de leur unité nécessitait également de marcher pendant 5 km à travers un champ de mines,. En raison du moral très faible de ces unités, les redditions ne sont pas rares. Lors de la contre-offensive ukrainienne de 2023, beaucoup de troupes pénales et de mobilisés se rendent aux soldats ukrainiens près de Velyka Novossilka. Parmi ces troupes, un soldat russe nommé Anton, interviewé par le Wall Street Journal, indique que les unités Storm-Z sont maintenues au front par des troupes barrières (en) chargées de les abattre s'ils battent en retraite, et que les blessés, même graves, sont maintenus au front par les commandants. Anton lui-même est blessé par des shrapnels à la tête en mars 2023 au point que ses blessures entraînent un bégaiement. Jugé inapte à combattre par un médecin militaire, il est cependant renvoyé au front avec d'autres blessés par son commandant.
Pendant la bataille de la ligne Svatove-Kreminna, des unités Storm-Z sont utilisées pour mener des attaques meurtrières contre les positions ukrainiennes. Fin octobre 2023, les forces russes emploient également des unités Storm-Z près d'Avdiïvka et Bakhmout, dont le fonctionnement est évoqué par divers blogueurs militaires actifs dans ces zones. L'un de ces blogueurs parle « d'assauts de viande » pour désigner les attaques sans préparation d'artillerie menées par ces unités. Un autre blogueur dit également que les unités Storm-Z sont généralement détruites après quelques jours de combats lors desquels elles subissent entre 40 et 70% de pertes. Il critique notamment la mauvaise formation des unités Storm-Z par l'armée russe et la réticence des officiers supérieurs à prendre en compte les propositions des commandants Storm-Z lorsqu'ils leur confient des missions de combat. Selon-lui, ces unités sont souvent introduites sur le champ de bataille avant d'avoir effectué une reconnaissance ou établi des liens avec les unités voisines et qu'elles ont généralement du mal à évacuer leurs blessés sans couverture d'artillerie, ce qui entraîne des pertes plus élevées encore. Selon les blogueurs militaires actifs dans la zone, les unités Storm-Z n'obtiennent aucun résultat significatif, puisqu'elle sont presque immédiatement détruites.

### Rébellion du groupe Wagner
Pendant la rébellion du groupe Wagner, plusieurs unités Storm-Z se sont ralliées aux mutins et se sont engagées à aider Evgueni Prigojine à renverser l'institution militaire russe. Cependant, après que ce dernier a mis fin à la rébellion et fait faire demi-tour à ses convois peu avant Moscou, ces unités Storm-Z l'ont accusé de « lâcheté » et ont déclaré qu'il les avait « trahis ». Elles ont ajouté qu'en raison de leur soutien à Wagner, leurs commandants avaient commencé à infliger des punitions à ces unités déloyales,.
Les unités Storm-Z sont supervisées par le colonel général Evgueni Bourdinskiï (en), responsable de la direction principale de l'organisation et de la mobilisation de l'état-major général, qui est fortement critiqué par les nationalistes russes pour son incapacité à contrôler l'ensemble des unités Storm-Z, notamment lors de la rébellion du groupe Wagner.